# Dangeau
Dangeau település Franciaországban, Eure-et-Loir megyében. Lakosainak száma 920 fő (2015). Dangeau Trizay-lès-Bonneval, Yèvres és Flacey községekkel határos.

## Népesség
A település népességének változása:
| Lakosok száma | 948  | 920  | 1305 |
|               | 2013 | 2015 | 2016 |